# Eridolius kambaiti
Eridolius kambaiti là một loài tò vò trong họ Ichneumonidae.